# Vlag van Oldebroek

Vlag van de gemeente Oldebroek

De vlag van Oldebroek is de gemeentelijke vlag van de Gelderse gemeente Oldebroek. De vlag bestaat uit twee banen van gelijke hoogte in de kleuren geel en blauw. In het gele baan is links een wit vierkant opgenomen met drie staande groene elzenbladeren. De bladeren zijn afkomstig van het gemeentewapen. 

## Geschiedenis
De vlag werd na een initiatiefvoorstel van de VVD op 5 maart 2020 per raadsbesluit bekrachtigd. Voor die tijd kende de vlag sinds 1938 geen officiële status. De viering van 75 jaar vrijheid was aanleiding hiervoor.
De vlag is gebaseerd op de defileervlag van de gemeente tijdens het defilé in Amsterdam ter ere van het 40-jarig regeringsjubileum van koningin Wilhelmina in 1938. Tijdens het evenement werden vlaggen gedragen in kleuren die per provincie verschilden met in het kanton een afbeelding die was ontleend aan het gemeentewapen. Voor Gelderland was de basis een vlag met twee gelijke horizontale banen in geel en blauw.

### Opmerking
Volgens DW. Visser was de vierkante defileervlag in 1971 door de toenmalige gemeenteraad als gemeentevlag vastgesteld. Bronnen hiervoor geeft hij niet.

## Verwante afbeeldingen

Wapen van Oldebroek

Aalten ·
Apeldoorn ·
Arnhem ·
Barneveld ·
Berg en Dal ·
Berkelland ·
Beuningen ·
Bronckhorst ·
Brummen ·
Buren ·
Culemborg ·
Doesburg ·
Doetinchem ·
Druten ·
Duiven ·
Ede ·
Elburg ·
Epe ·
Ermelo ·
Harderwijk ·
Hattem ·
Heerde ·
Heumen ·
Lingewaard ·
Lochem ·
Maasdriel ·
Montferland ·
Neder-Betuwe ·
Nijkerk ·
Nijmegen ·
Nunspeet ·
Oldebroek ·
Oost Gelre ·
Oude IJsselstreek ·
Overbetuwe ·
Putten ·
Renkum ·
Rheden ·
Rozendaal ·
Scherpenzeel ·
Tiel ·
Voorst ·
Wageningen ·
West Betuwe ·
West Maas en Waal ·
Westervoort ·
Wijchen ·
Winterswijk ·
Zaltbommel ·
Zevenaar ·
Zutphen
1. ↑  VVD-initiatiefvoorstel gemeentevlag officieel te maken unaniem aangenomen[dode link] via locourant.nl, 8 maart 2020